# لویی آنکوتن
لویی آنکوتن (فرانسوی: Louis Anquetin‎; ۲۶ ژانویهٔ ۱۸۶۱ – ۱۹ اوت ۱۹۳۲) نقاش اهل فرانسه بود.
او برندهٔ جوایزی همچون نشان لژیون دونور (شوالیه) شده‌است.

## نگارخانه

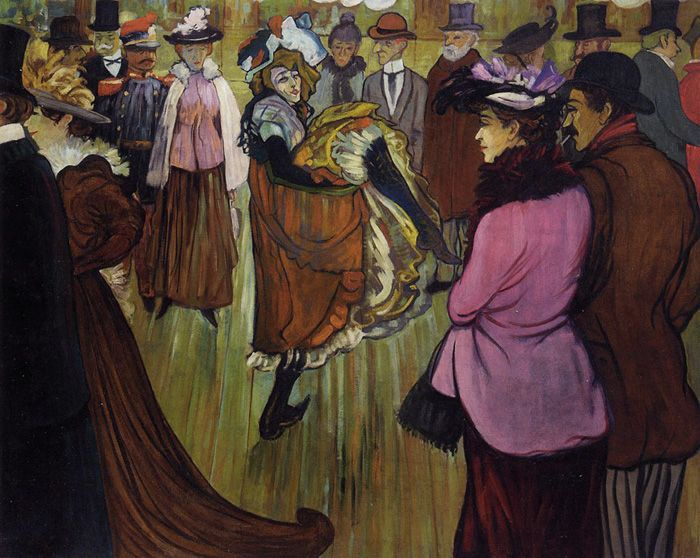
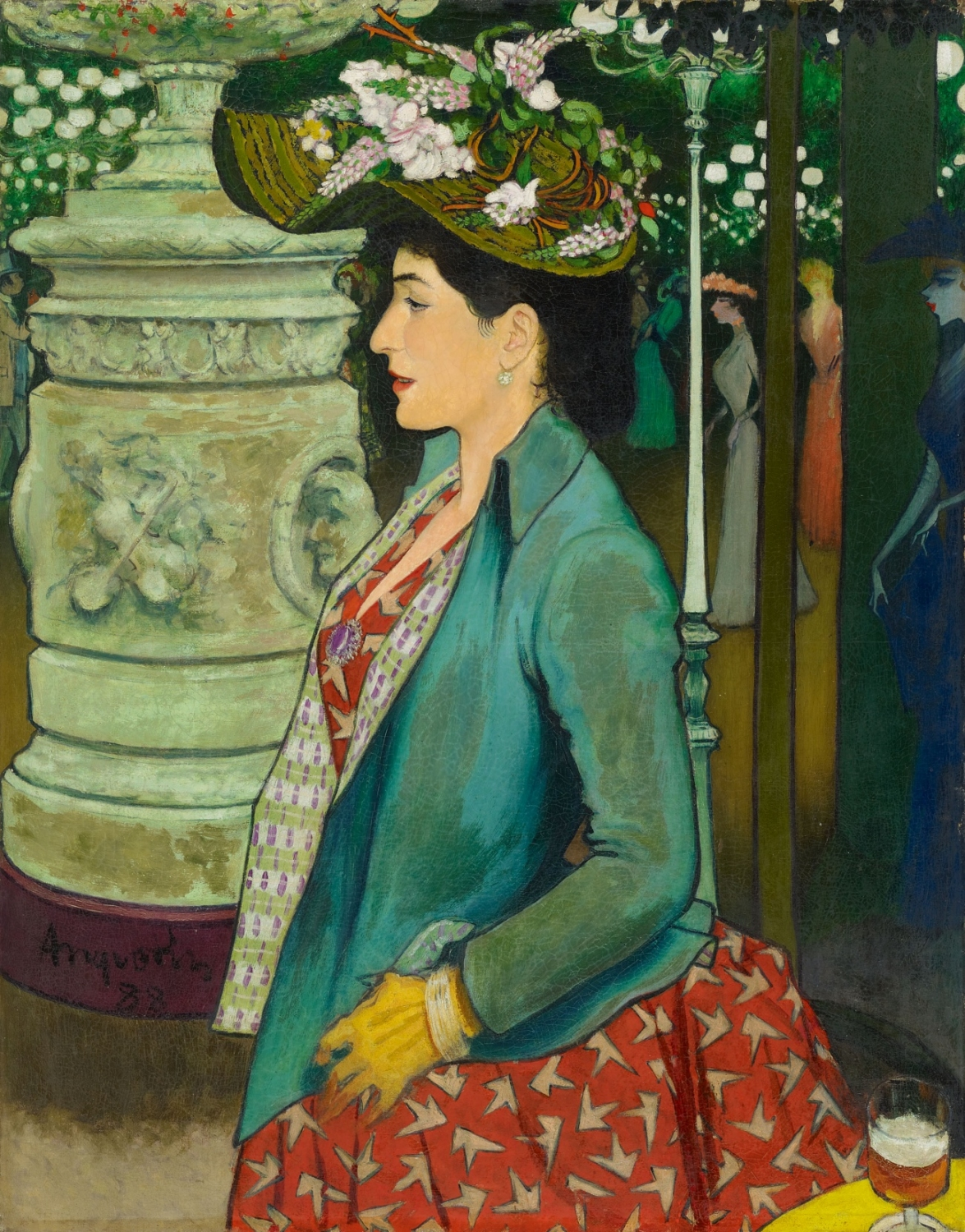
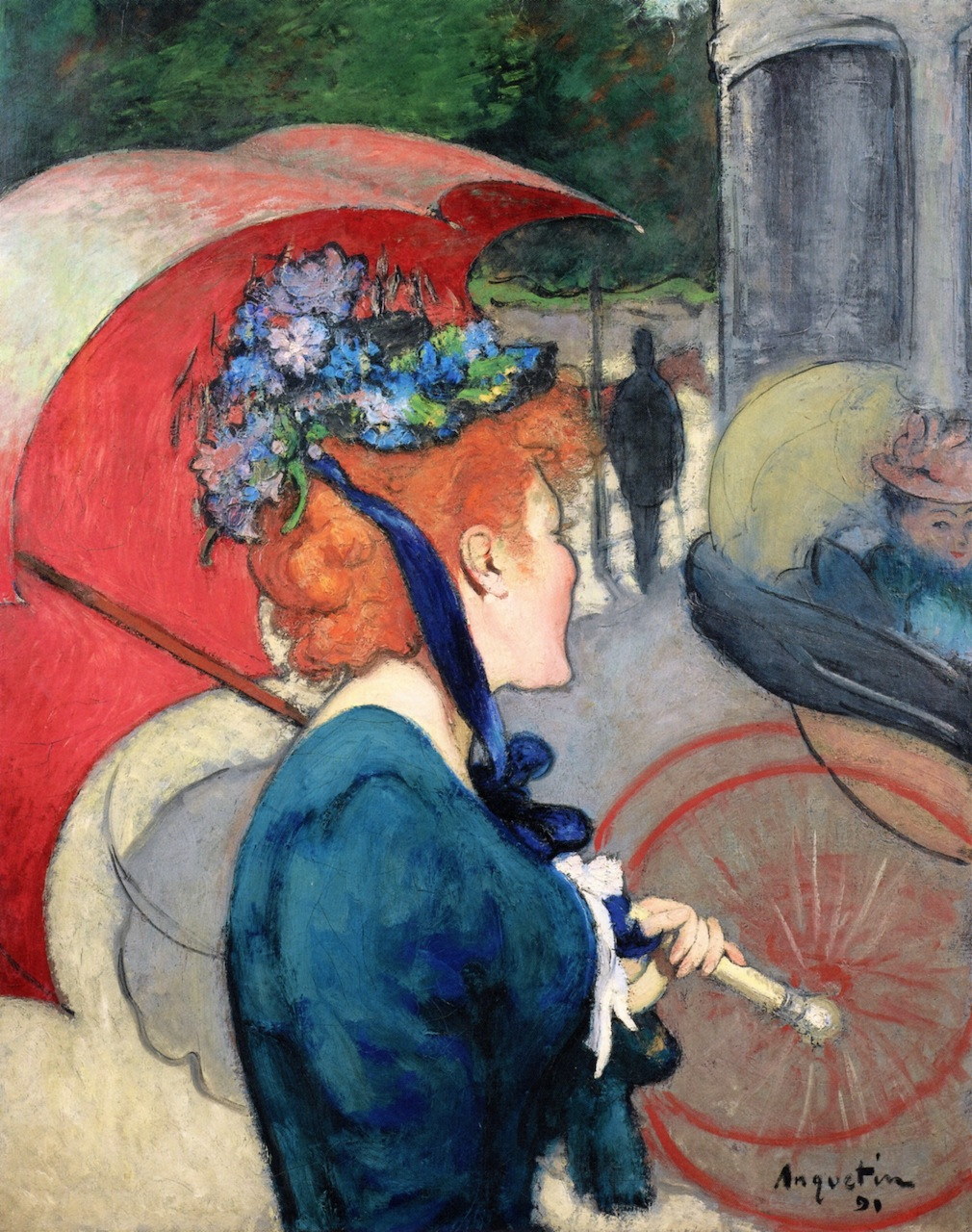
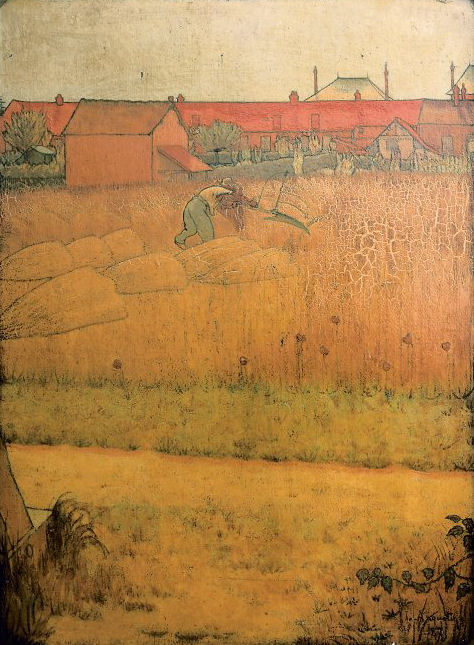
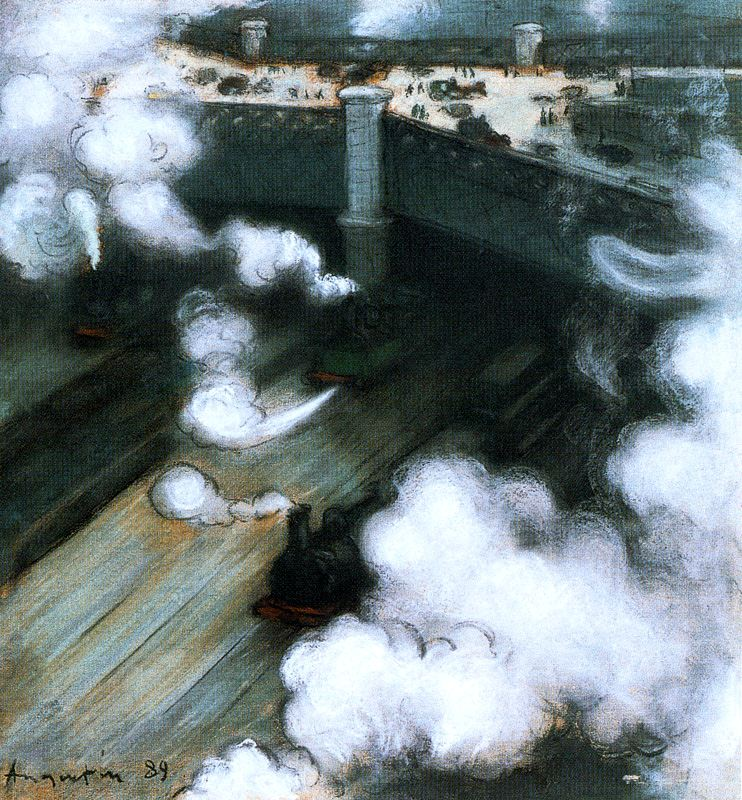
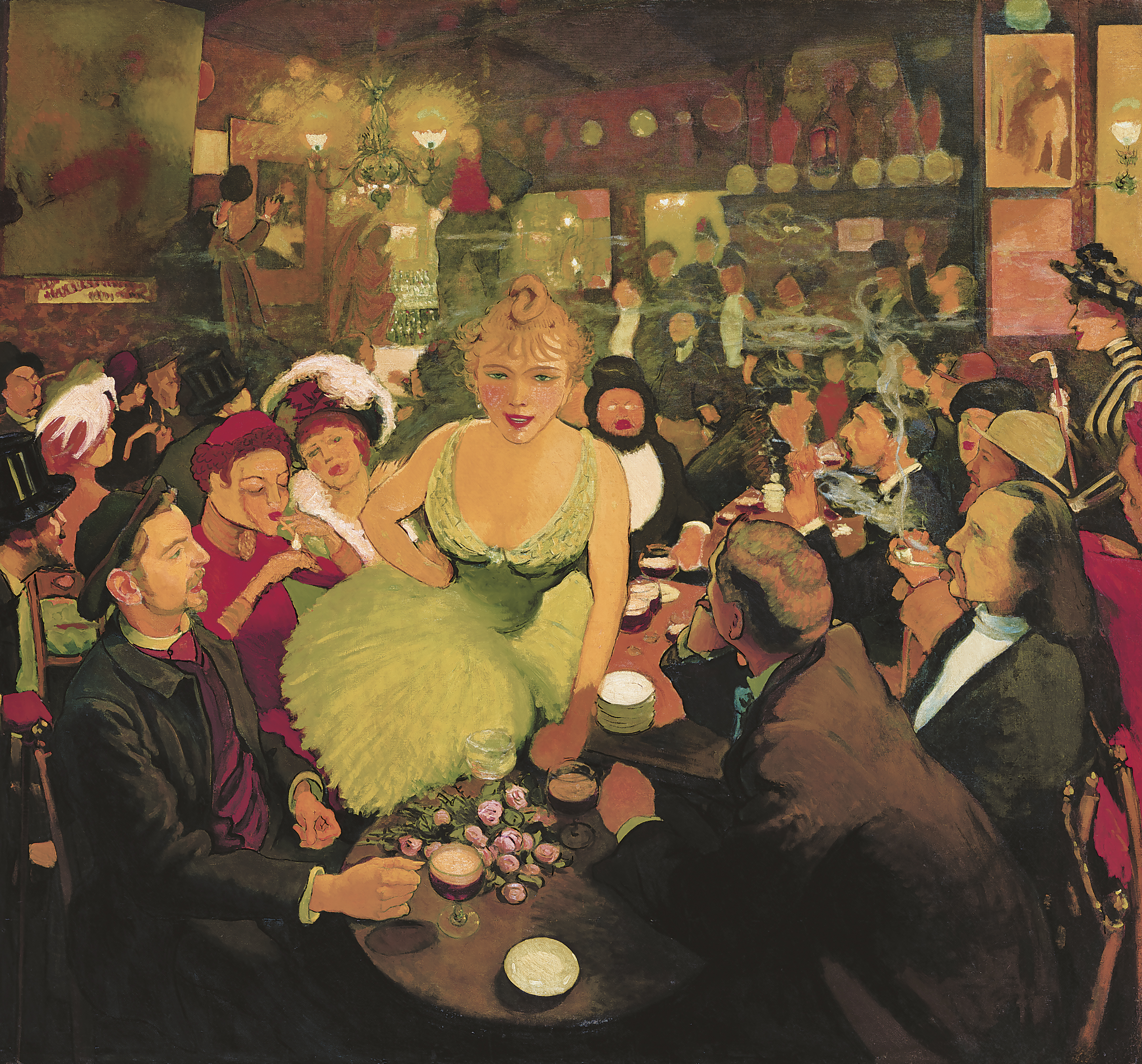